# Karl Offmann

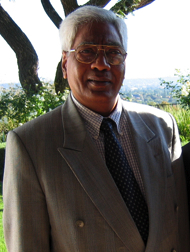
Karl Offmann, 2005

Karl Auguste Offmann (* 25. November 1940; † 12. März 2022) war ein mauritischer Politiker und Präsident von Mauritius.

## Leben
Karl Offmann gehörte der katholischen Minderheit an und war von 1957 bis 1970 in der katholischen Young-Christian-Workers-Bewegung aktiv.
Er studierte Maschinenbau und schloss 1963 das Studium am Technical College in Floréal ab. Politisch engagierte er sich ab 1976 in dem Militant Socialist Movement (MSM), zu dessen Präsident er 1995 gewählt wurde und bis 2000 blieb. Ab Juni 1982 saß er im Parlament. Offmann war ab August 1983 Minister of Economic Planning and Development, dann von 1984 bis 1986 Minister of Local Government and Co-Operatives und dann 1986/87 und erneut von 1991 bis 1994 Minister of Social Security and National Solidarity. Anschließend war er bis 1995 Minister of Labour and Industrial Relations.
Nachdem zwei Präsidenten von Mauritius wegen ihrer Weigerung, ein kontrovers diskutiertes Anti-Terrorismus-Gesetz zu unterschreiben, zurückgetreten waren, wurde Offmann am 25. Februar 2002 zum Präsidenten gewählt. Er hatte diesen Posten inne, bis Paul Bérenger zum Premierminister gewählt wurde und daraufhin am 1. Oktober 2003 mit Anerood Jugnauth, dem ehemaligen Premierminister, einen neuen Präsidenten nominierte.
Offmann war verheiratet und hatte zwei Söhne.
Er starb am 12. März 2022 im Alter von 81 Jahren.